# Тринидад (остров)

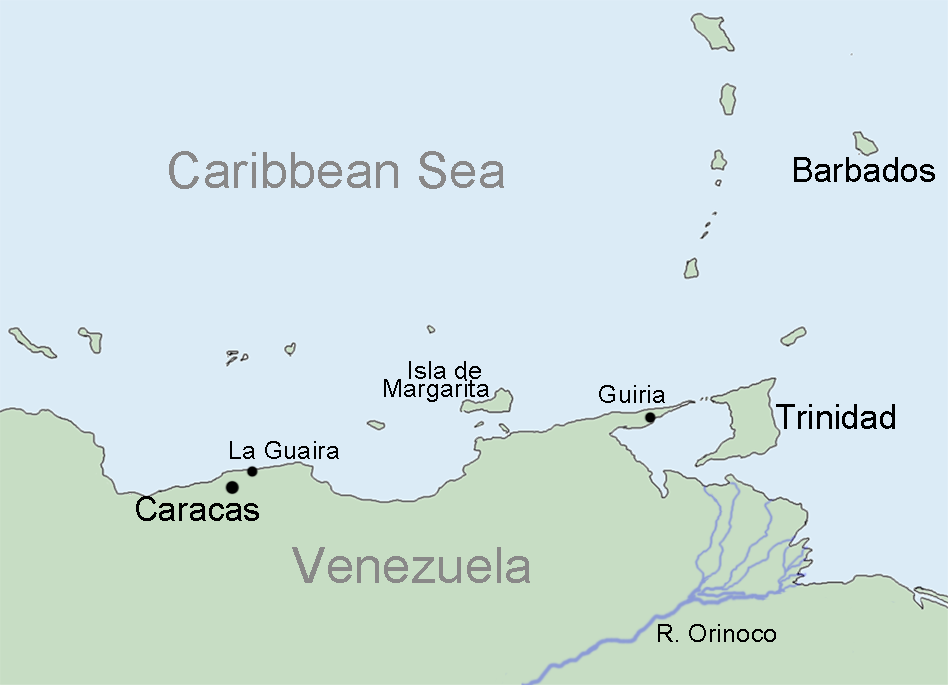
Тринидад и Тобаго, Барбадос, побережье Венесуэлы

Тринида́д (исп. Trinidad — «Троица»; индейцы-араваки называли остров «Каири») — остров в Карибском море у северо-восточных берегов Южной Америки, является основной частью государства Тринидад и Тобаго, на нём проживает 96 % населения страны.

## Этимология
По мнению Е. М. Поспелова, название «Тринидад» (исп. Trinidad) один из островов получил по внешнему виду, напоминающему издали три скирды; по оценке В. А. Никонова, остров получил своё название в честь католического праздника Троицы.

## География
Расположен в 11 км от северо-восточного побережья Венесуэлы. Площадь острова 4821 км². Находится между 10°03′ с. ш. 60°55′ з. д. и 10°50′ с. ш. 61°55′ з. д. Длина острова — 80 км, ширина — 59 км.

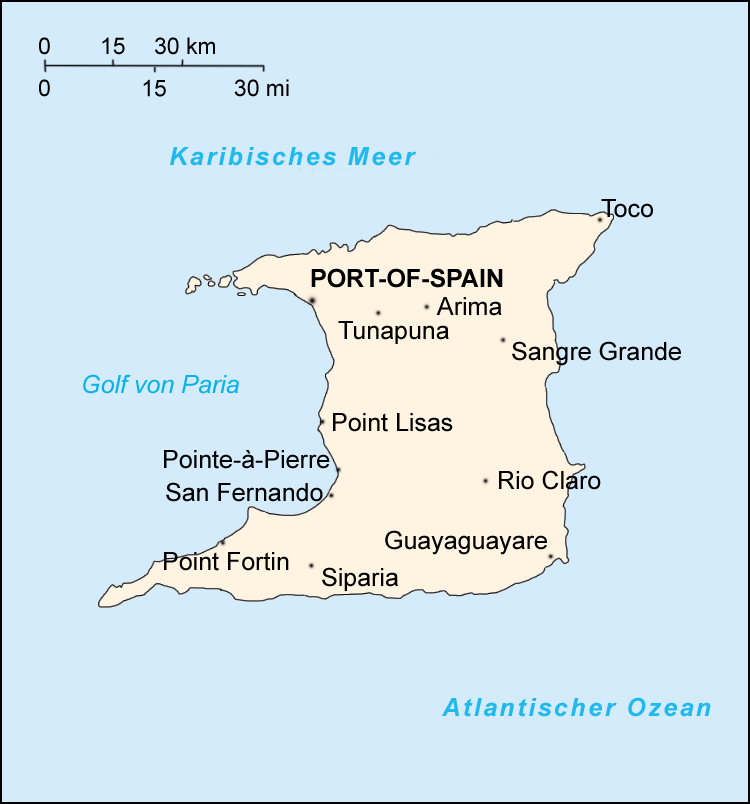
Карта острова Тринидад

Остров материкового происхождения; отделён от материка проливом Бокас-дель-Драгон, заливом Пария и проливом Бока-де-ла-Сьерпе. Берега расчленены слабо, на севере обрамлены коралловыми рифами, на юге — манграми. На Тринидаде преобладает низменная равнина, на востоке заболоченная, с двумя параллельными хребтиками высотой до 300 м. На севере горный хребет высотой до 940 м (г. Арипо) — продолжение Береговой Кордильеры Венесуэлы. Вдоль южного побережья — грязевые вулканы. Месторождения природного асфальта (озеро Пич-Лейк и др.), нефти (на шельфе на юго-западе и юго-востоке) и природного газа.

### Климат
Климат субэкваториальный, жаркий и влажный; выделяются два сезона: сухой (с января по май) и дождливый. Среднегодовая температура 25-27 °С, осадков от 1200 мм в год на З. до 3800 мм на наветренном (по отношению к пассатам) северо-востоке.

### Флора и фауна
Преобладают вечнозелёные леса, в центре острова и на подветренных северо-западных склонах вторичная саванна и редколесья, кокосовые пальмы, плантации какао. Более 40 видов колибри.

## История
Остров Тринидад был открыт в 1498 году Колумбом, который окрестил его Ла-Исла-де-Ла-Тринидад в честь Святой Троицы. Испанцы, следовавшие за Христофором Колумбом, поработили населявших в то время острова индейцев араваков или переселили их в другие южноамериканские колонии. Но полное отсутствие полезных ископаемых и относительно бедные почвы привели к тому, что конкистадоры быстро потеряли всяческий интерес к этой земле. В итоге первое европейское поселение на острове (Хосе-де-Орунья, современный Сент-Джозеф) появилось лишь в 1592 году. За следующие два столетия колонизаторы предприняли две неудачные попытки освоить остров, но высаженные ими табак и какао не росли на местной почве. В итоге испанцы почти забросили всяческие попытки развить эту колонию, и в 1797 году остров переходит под юрисдикцию британской короны. После отмены рабства в 1830 году на острова начинают прибывать тысячи рабочих из Индии, а также выходцы из бедных районов Испании, Португалии, Англии, Франции и Китая, явившиеся основными консолидаторами народа, известного в наши дни как «тринбагонианс» («тринидадцы»).

## Население
Население в 2011 году составляло 1 267 145 человек. Крупнейшие города — Чагуанас, Порт-оф-Спейн (столица Тринидада и Тобаго), Сан-Фернандо, Арима, Сент-Джозеф (первая столица Тринидада) и др.

## Экономика
Основа хозяйства — добыча и переработка нефти (своей и импортной), а также туризм. Химия и нефтехимия превратили западное побережье Тринидада в одну из индустриальных зон Вест-Индии.
На острове имеется международный аэропорт.

## Упоминания в художественных произведениях
- Остров Тринидад упомянут в романе «Робинзон Крузо» как земля на горизонте, которую Робинзон принимал за материк.

## Культура
В ноябре на Тринидаде проводится крупный джазовый фестиваль.